# 428 Monachia
428 Monachia là một tiểu hành tinh ở vành đai chính, thuộc nhóm tiểu hành tinh Flora. Nó được Walther Villiger phát hiện ngày 18.11.1897 ở München và được đặt theo tên tiếng Latinh của München. Đây là tiểu hành tinh duy nhất do Walther Villiger phát hiện.